# Georg Reinhold
Georg Reinhold (* 29. April 1861 in Altenteich/Starý Rybník; † 30. Januar 1951 in Wien) war ein österreichischer römisch-katholischer Theologe und Hochschullehrer.

## Leben und Wirken
Nach seiner Reifeprüfung 1880 am Staatsgymnasium in Eger/Cheb studierte Georg Reinhold Katholische Theologie und Philosophie an der Universität Wien und besuchte dort zugleich das Priesterseminar. 1882 wechselte er nach Rom an die Päpstliche Universität Gregoriana (Collegium Germanicum). Dort erwarb er 1885 den philosophischen und 1888 den theologischen Doktorgrad. 1887 wurde er in Rom zum Priester geweiht. Anschließend war er am Priesterseminar in Wien als Studienpräfekt und Subrektor tätig. Ab 1891 lehrte er an der Universität Wien und zwar  Altes Testament und Fundamentaltheologie sowie Apologetik. Nach seiner Habilitation 1893 war er zunächst außerordentlicher, ab 1900 ordentlicher Professor. Im Amtsjahr 1914/15 wirkte Reinhold als Rektor der Wiener Universität. 1917 wurde er zum Hofrat ernannt, 1935 zum Konsistorialrat. Während des Ersten Weltkriegs kümmerte er sich um die Seelsorge für Studenten, Soldaten und Gefangene.
Reinhold legte zahlreiche Veröffentlichungen vor, u. a. beschäftigte er sich mit der Kritik am Katholizismus.

## Veröffentlichungen (Auswahl)
- Die Lehre von der örtlichen Gegenwart Christi in der Eucharistie beim heiligen Thomas von Aquin. Mit Berücksichtigung einiger seiner bedeutenderen Commentatoren. Eine historisch-kritische Studie. Kirsch, Wien 1893 (= Habilitationsschrift Universität Wien) (Digitalisat).
- Die Streitfrage über die physische und moralische Wirksamkeit der Sakramente. Nach ihrer historischen Entwicklung kritisch dargestellt. Roth, Stuttgart 1899.
- Das Wesen des Christentums. Eine Entgegnung auf Harnack's gleichnamiges Buch. Roth, Stuttgart 1901.
- Die Gottesbeweise und ihr neuester Gegner. Würdigung der von Prof. Mach gegen diese Beweise vorgebrachten Bedenken. Roth, Stuttgart 1902.
- Die Welt als Führerin zur Gottheit. Kurze Darstellung der von der neueren Apologetik vorgelegten Gottesbeweise. Roth, Stuttgart 1902 (2. Aufl. Mergentheim, 1912).
- Eine Monographie über W. Wundts Weltanschauung. In: Jahrbuch für Philosophie und spekulative Theologie, Bd. 23 (1909), S. 378–392.
- Was lehrt uns der Uebertritt Ruvilles? Ein Büchlein zum Nachdenken für jeden gläubigen Christen. Walther, Berlin 1910.
- Der alte und der neue Glaube. Ein Beitrag zur Verteidigung des katholischen Christentums gegen seine modernen Gegner, für gebildete Katholiken geschrieben. 3. Aufl. Kirsch, Wien 1911 (4. Aufl. Habbelt, Regensburg 1924).
- Der Antimodernisteneid und die Freiheit der Wissenschaft. Opitz, Wien 1911.
- Theologia fundamentalis in usum auditorium. 2. Aufl. Kirsch, Wien 1915.
- Unsere Lebensreise. Gedanken zur Orientierung über ihren Verlauf, ihre Führung und ihr Ziel. Wien 1917.
- Vom Bankerott der Religion. Volksbundverlag, Wien 1919.
- Vernunft, Natur und gute Sitte. Herold, Wien 1929.